# وهيبة بنت عبد العزى
وُهَيْبة بنت عبد العزى بن قيس هي شاعرة جاهلية، زوجها هو زيد بن مَيَّة، وحين كانا في جوار الزبرقان بن بدر قتل هزال من بني عوف بن كعب بن سعد بن عبد مناة زوجها، فلم يتأثر الزبرقان لدم جاره، فنظمت شعراً تُؤنب فيه الزبرقان، وتعيره قعوده عن أخذ الثأر للجار الذي حماه، فقالت:
ولما سمع الزبرقان هذا الشعر مِنها حلف ليقتلنه وبعد ذلك سعت العرب بينهما صُلحا فاصطلحا، وفدى ابن مية بمال وتزوج هزال بخليدة أخت الزبرقان وانصرف الأمر.